# El Llanero Solitario (película de 1956)
El Llanero Solitario (en inglés, The Lone Ranger) es una película western de 1956, protagonizada por Clayton Moore y Jay Silverheels bajo la dirección de Stuart Heisler.

## Argumento
El ranchero Reece Kilgore con la ayuda de unos forajidos, se apodera de tierras indígenas,  será el Llanero Solitario junto con su amigo Toro, deberán detener a Kilgore y sus secuaces, y así impedir una guerra con el pueblo indígena.

## Elenco
| Actor           | Rol                   |
| --------------- | --------------------- |
| Clayton Moore   | The Lone Ranger       |
| Jay Silverheels | Toro                  |
| Robert J. Wilke | Cassidy               |
| Michael Ansara  | Caballo Furioso       |
| John Pickard    | Sheriff Sam Kimberley |
| Lyle Bettger    | Reece Kilgore         |
| Perry Lopez     | Pete Ramírez          |

## Secuela
En 1958, dos años después de esta película, años que se emplearon para el rodaje de la siguiente, se estrenó la tercera parte de la serie del Llanero Solitario, The Lone Ranger and the Lost City of Gold, una vez más protagonizada por Clayton Moore y Jay Silverheels. Fue la última ocasión en que estos dos actores interpretaron al Llanero y al indio Toro respectivamente. Después de este título no volvió a haber ninguna película del Llanero hasta 1981, año en el que se estrenó un reboot.